# Општина Ваља Винулуј (Сату Маре)
Ваља Винулуј (рум. Valea Vinului) општина је у Румунији у округу Сату Маре.
Oпштина се налази на надморској висини од 159 m.